# Франческо Мария Фарнезе
Вижте пояснителната страница за други личности с името Франческо Фарнезе.
Франческо Мария Фарнезе (на италиански: Francesco Maria Farnese; * 8 август 1619, Парма, † 12 юли 1647, Парма) от рода Фарнезе е италиански кардинал от 1644 г. От 1646 до 1647 г. е регент на Херцогство Парма и Пиаченца за племенника му Ранучо II Фарнезе.

## Произход
Той е третия син на Ранучо I Фарнезе (* 1569, † 1622), херцог на Парма и Пиаченца, и на съпругата му Маргерита Алдобрандини (* 1585, † 1646), племенница на папа Климент VIII. Има осем братя и сестри, сред които: 
- Алесандро (* 1610, † 1630), глухоням;
- Одоардо I (* 1612,† 1646), херцог на Парма и Пиаченца, съпруг на Маргарита де Медичи;
- Мария Катарина (* 1615, † 1646), херцогиня на Модена и Реджо като съпруга на Франческо I д’Есте;
- Витория (* 1618, † 1649), херцогиня на Модена и Реджо като съпруга на Франческо I д’Есте

Има и един полубрат и една полусестра от извънбрачна връзка на баща му.

## Биография
Когато е на две години баща му умира. На 14 ноември 1644 г. Франческо Мария Фарнезе е номиниран от папа Инокентий X за кардинал in pectore. Той обаче така и не идвае в Рим, за да получи шапката и дяконията. От 21 януари 1647 г., деня на оставката на Камило Франческо Мария Памфили от кардиналството, и до назначаването на кардинал Франческо Майдалчини, извършено от Климент IX, той е най-младият италиански кардинал.
Неговият по-голям брат Одоардо I Фарнезе наследява титлата на херцог след смъртта на баща си през 1622 г. и се жени за Маргарита де Медичи в Рим през 1600 г. Неговите сестри Витория и Мария стават херцогини на Модена и Реджо чрез брак с Франческо I д'Есте.
Брат му херцог Одоардо I умира внезапно на 11 септември 1646 г. и Франческо, заедно с Маргарита де Медичи води регентството в Херцогство Парма и Пиаченца за малолетния си племенник Ранучо II Фарнезе, нов херцог на Парма и Пиаченца. Регентството продължава две години, докато Ранучо навърши 18 г.
Умира през 1647 г. в родния си град след шестмесечно боледуване на 27 години. Гробът му се намира в Капуцинската църква в Парма.